# Swiss Central Basket
O Swiss Central Basket é um clube profissional de basquetebol sediado na cidade de Lucerna, Suíça que atualmente disputa a NBL. Foi fundado em 2015 e manda seus jogos nas Wartegg Turnhalle com capacidade para 420 espectadores.

## Temporadas
| Temporada | Nível | Liga | Pos. | Pós Temporada     |
| --------- | ----- | ---- | ---- | ----------------- |
| 2014-15   | 2     | NLB  | 3    | Promovido         |
| 2015-16   | 1     | LNA  | 9    |                   |
| 2016-17   | 1     | LNA  | 8    | Quartas de finais |
| 2017-18   | 1     | SBL  | 11   |                   |
| 2018-19   | 1     | SBL  | 9    |                   |
| 2019-20   | 1     | SBL  |      | cancelado         |
| 2020-21   | 2     | NBL  |      |                   |

fonte:eurobasket.com